# Oostenrijks-Pruisische Oorlog
De Duitse Oorlog (in Duitsland ook bekend als de Zevenweekse Oorlog, de Eenmakingsoorlog, de Duits-Duitse Oorlog, de Duitse Burgeroorlog, de Oostenrijks-Pruisische Oorlog of de Broederoorlog) was een oorlog die in 1866 uitgevochten werd tussen de Duitse Bond onder leiding van het keizerrijk Oostenrijk en zijn Duitse bondgenoten aan de ene zijde, en het koninkrijk Pruisen met zijn Duitse bondgenoten en Italië aan de andere zijde. De oorlog resulteerde in de Pruisische overheersing over de Duitse staten. In de Risorgimento heet deze oorlog de Derde Italiaanse Onafhankelijkheidsoorlog.
Het belangrijkste resultaat van de oorlog was een machtsverschuiving tussen de Duitse staten, van Oostenrijkse naar Pruisische hegemonie, en de aanzet tot de eenwording van alle Noord-Duitse staten in een Klein-Duitse richting, die Oostenrijk uitsloot. De Duitse Bond werd ontbonden, en gedeeltelijk vervangen door een Noord-Duitse Bond, zonder Oostenrijk en Zuid-Duitse staten. De oorlog resulteerde ook in de Italiaanse annexatie van de Oostenrijkse provincie Veneto.

## Voorgeschiedenis
Nadat Napoleon Bonaparte in 1806 een einde had gemaakt aan het Heilige Roomse Rijk, werd in 1815 door het Congres van Wenen de Duitse Bond gevormd. Dit was een statenbond die min of meer het oude grondgebied van het Heilige Roomse Rijk omvatte. Binnen de Duitse Bond waren twee lidstaten dominant; Oostenrijk en Pruisen. Binnen de Duitse Bond is het vaak tot onenigheid gekomen tussen de twee dominerende lidstaten en de spanningen namen alleen maar toe nadat Otto von Bismarck in 1862 kanselier van Pruisen werd. Al vanaf het begin was Bismarck een voorstander van een verenigd Duitsland onder leiding van Pruisen, waarbij de staten eigenlijk voor een groot deel onafhankelijk bleven.
In 1864 brak een oorlog uit tussen de Duitse Bond en Denemarken om de hertogdommen Sleeswijk en Holstein. Deze Duits-Deense Oorlog werd gewonnen door de Duitse Bond, maar leidde vervolgens tot onenigheid tussen Pruisen en Oostenrijk over het bestuur van Sleeswijk en Holstein. Uiteindelijk werd door Bismarck een conflict uitgelokt dat leidde tot een oorlogsverklaring van Oostenrijk aan Pruisen.

## Strijdende partijen
| Kaart van allianties tijdens de Duitse Oorlog | | |
| Koninkrijk Pruisen | Keizerrijk Oostenrijk | Neutraal |
| - Hertogdom Brunswijk - Groothertogdom Mecklenburg-Schwerin - Hertogdom Saksen-Coburg en Gotha - Hertogdom Saksen-Altenburg - Groothertogdom Mecklenburg-Strelitz - Groothertogdom Oldenburg - Hertogdom Anhalt - Vorstendom Schwarzburg-Sondershausen - Vorstendom Waldeck-Pyrmont - Vorstendom Lippe - Hertogdom Lauenburg - Vrije en Hanzestad Lübeck - Vrije Hanzestad Bremen - Vrije en Hanzestad Hamburg - Koninkrijk Italië | - Koninkrijk Beieren - Koninkrijk Saksen - Koninkrijk Hannover - Koninkrijk Württemberg - Keurvorstendom Hessen - Groothertogdom Baden - Groothertogdom Hessen - Hertogdom Nassau - Hertogdom Saksen-Meiningen - Vorstendom Reuss-Greiz - Vorstendom Schaumburg-Lippe - Vrije stad Frankfort | - Groothertogdom Luxemburg - Hertogdom Limburg - Groothertogdom Saksen-Weimar-Eisenach - Schwarzburg-Rudolstadt - Vorstendom Liechtenstein - Vorstendom Reuss-Gera |
| - Hertogdom Brunswijk - Groothertogdom Mecklenburg-Schwerin - Hertogdom Saksen-Coburg en Gotha - Hertogdom Saksen-Altenburg - Groothertogdom Mecklenburg-Strelitz - Groothertogdom Oldenburg - Hertogdom Anhalt - Vorstendom Schwarzburg-Sondershausen - Vorstendom Waldeck-Pyrmont - Vorstendom Lippe - Hertogdom Lauenburg - Vrije en Hanzestad Lübeck - Vrije Hanzestad Bremen - Vrije en Hanzestad Hamburg - Koninkrijk Italië | - Koninkrijk Beieren - Koninkrijk Saksen - Koninkrijk Hannover - Koninkrijk Württemberg - Keurvorstendom Hessen - Groothertogdom Baden - Groothertogdom Hessen - Hertogdom Nassau - Hertogdom Saksen-Meiningen - Vorstendom Reuss-Greiz - Vorstendom Schaumburg-Lippe - Vrije stad Frankfort | Betwist gebied - Hertogdom Holstein - Hertogdom Sleeswijk |

## Verloop

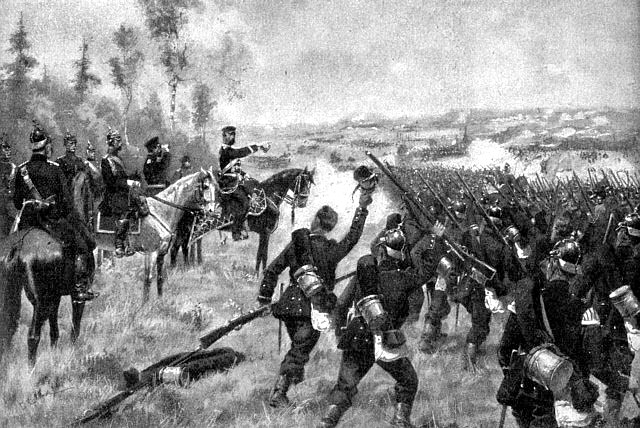
Prins Frederik Karel van Pruisen commandeert zijn troepen in de Slag bij Königgrätz

Een groot deel van de Duitse staten stond in deze oorlog aan de kant van Oostenrijk. Enkele noordelijke Duitse staten en Italië vochten mee aan de kant van Pruisen. Door de alliantie met Pruisen aan te gaan hoopte de jonge Italiaanse eenheidsstaat op verwerving van Italiaanssprekende gebieden die nog onder Oostenrijkse heerschappij vielen.
Het zwaartepunt van de campagne lag in Bohemen. De Pruisische opperbevelhebber Helmuth von Moltke had de oorlog goed voorbereid en koos voor een directe aanval op Oostenrijk. Het Pruisische leger werd snel gemobiliseerd en trok Bohemen binnen. De twee legers ontmoetten elkaar in de Slag bij Königgrätz. Het Oostenrijkse leger vormde geen partij voor het gedisciplineerde Pruisische leger dat bovendien over het modernste geavanceerde wapentuig beschikte. Von Moltkes kennis van de Krimoorlog met het creatief aanwenden van spoorverbindingen droeg ook bij tot de overwinning. Na een verpletterende nederlaag geleden te hebben begon Oostenrijk al snel onderhandelingen voor vrede.
De overige deelstaten die aan Oostenrijkse kant vochten speelden verder een minder belangrijke rol in de strijd, en werden uiteindelijk allemaal door Pruisen overwonnen. Oostenrijk wist nog het Italiaanse leger te verslaan in de Slag bij Custoza en de Zeeslag bij Lissa, maar moest naar aanleiding van de nederlaag tegen Pruisen toch Venetië afstaan aan Italië. In het Pruisische hoofdkwartier werd nog even met de gedachte gespeeld om als 'oorlogsbuit' Bohemen te annexeren maar Bismarck was daar tegen om latere revanchegevoelens bij de Oostenrijkers te voorkomen. Aldus eiste Pruisen geen gebiedsafstand van Oostenrijk zelf maar annexeerde later wel diverse bondgenoten van Oostenrijk.

## Gevolgen van de oorlog

Situatie bij de Vrede van Praag.
Pruisen
Pruisische annexaties
Pruisische bondgenoten
Oostenrijk
Oostenrijkse bondgenoten
Neutrale Duitse staten

Om inmenging van Rusland of Frankrijk in het conflict met Oostenrijk te voorkomen was Bismarck ook gebaat bij een snelle vrede met Oostenrijk. De onderhandelingen leidden op 23 augustus 1866 tot het Verdrag van Praag waarbij de Duitse Bond werd ontbonden en tot de annexatie door Pruisen van Sleeswijk-Holstein, Hannover, Hessen-Kassel, Nassau en Frankfort. In 1867 werd door Pruisen de Noord-Duitse Bond opgericht die uit alle Duitse staten behalve de groothertogdommen Baden en Hessen-Darmstadt, de koninkrijken Beieren en Württemberg, het keizerrijk Oostenrijk, het vorstendom Liechtenstein, Luxemburg en Limburg bestond en voorafging aan het Duitse Keizerrijk van 1871.